# Àcid fosfoenolpirúvic
L'àcid fosfoenolpirúvic i el corresponent anió, el fosfoenolpiruvat, és un compost que té un gran importància en el metabolisme cel·lular, ja que té un enllaç fosfat d'alta energia implicat en la glicòlisi i la gluconeogènesi. En plantes, el compost intervé també en la fixació del carboni i en la síntesi d'alguns compostos aromàtics. En bacteris, està involucrat en la generació d'energia metabòlica mitjançant el sistema fosfotransferasa.

## Glicòlisi
Durant la glicòlisi, el fosfoenolpiruvat prové de la catàlisi del 2-fosfoglicerat mitjançant l'enzim enolasa. El fosfoenolpiruvat transfereix el seu grup fosfat d'alta energia per acció de la piruvat cinasa, generant piruvat i ATP mitjançant el procés de fosforilació a nivell de substrat.

## Gluconeogènesi
Durant la gluconeogènesi, el fosfoenolpiruvat es produeix per descarboxilació de l'oxalacetat i hidròlisi d'una molècula de GTP; aquesta reacció és catalitzada per l'enzim fosfoenolpiruvat carboxiquinasa, sent a més el pas limitant en el procés.